# فیض خالد
فیض خالد (به انگلیسی: Faiz Khaleed) فضانورد اهل کشور مالزی است که در ۱۵ سپتامبر ۱۹۸۰ میلادی در کوالالامپور زاده شد.